# Lotta greco-romana ai Giochi della IX Olimpiade - Pesi leggeri
La competizione della categoria pesi leggeri (fino a 67,5 kg) di Lotta greco-romana dei Giochi della IX Olimpiade si è svolta dal 2 al 4 agosto al  Krachtsportgebouw a Amsterdam.

## Formato
Torneo con eliminazione alla seconda sconfitta. 

## Risultati
| Legenda                               | Legenda |
| ------------------------------------- | ------- |
| Lottatore senza sconfitte             |         |
| Lottatore con una sconfitta           |         |
| Lottatore con due sconfitte Eliminato |         |

### Primo Turno
| Atleta            |          | Atleta            | Ris.      |
| ----------------- | -------- | ----------------- | --------- |
| Lajos Keresztes   | batte    | Adolphe Dumont    | Schienato |
| Walter Massop     | batte    | Miroslav Mecner   | Ai punti  |
| Einar Borges      | batte    | Ernst Mumenthaler | Ai punti  |
| Frits Janssens    | batte    | Paul Parisel      | Schienato |
| Vladimír Vávra    | batte    | Ede Sperling      | Schienato |
| Osvald Käpp       | batte    | Piero Postini     | Schienato |
| Harald Pettersson | batte    | Vasilios Pavlidis | Ai punti  |
| Tayyar Yalaz      | batte    | Ryszard Blazyca   | Ai punti  |
| Edvard Westerlund | batte    | Alberto Barbieri  | Schienato |
| Karl Pedersen     | Esentato | Esentato          | Esentato  |

### Secondo turno
| Atleta            |          | Atleta            | Ris.      |
| ----------------- | -------- | ----------------- | --------- |
| Lajos Keresztes   | batte    | Karl Pedersen     | Ai punti  |
| Walter Massop     | batte    | Adolphe Dumont    | Schienato |
| Frits Janssens    | batte    | Einar Borges      | Ai punti  |
| Vladimír Vávra    | batte    | Ernst Mumenthaler | Schienato |
| Ede Sperling      | batte    | Piero Postini     | Schienato |
| Osvald Käpp       | batte    | Harald Pettersson | Ai punti  |
| Tayyar Yalaz      | batte    | Vasilios Pavlidis | Schienato |
| Ryszard Blazyca   | batte    | Alberto Barbieri  | Schienato |
| Edvard Westerlund | Esentato | Esentato          | Esentato  |
| Miroslav Mecner   | Ritirato | Ritirato          | Ritirato  |
| Paul Parisel      | Ritirato | Ritirato          | Ritirato  |

### Terzo turno
| Atleta            |       | Atleta            | Ris.      |
| ----------------- | ----- | ----------------- | --------- |
| Edvard Westerlund | batte | Karl Pedersen     | Schienato |
| Lajos Keresztes   | batte | Walter Massop     | Schienato |
| Vladimír Vávra    | batte | Einar Borges      | Schienato |
| Ede Sperling      | batte | Frits Janssens    | Schienato |
| Tayyar Yalaz      | batte | Osvald Käpp       | Schienato |
| Ryszard Blazyca   | batte | Harald Pettersson | Schienato |

### Quarto turno
| Atleta          |          | Atleta            | Ris.      |
| --------------- | -------- | ----------------- | --------- |
| Lajos Keresztes | batte    | Edvard Westerlund | Ai punti  |
| Walter Massop   | batte    | Frits Janssens    | Schienato |
| Tayyar Yalaz    | batte    | Vladimír Vávra    | Schienato |
| Ede Sperling    | batte    | Ryszard Blazyca   | Schienato |
| Osvald Käpp     | Ritirato | Ritirato          | Ritirato  |

### Quinto turno
| Atleta            |       | Atleta         | Ris.      |
| ----------------- | ----- | -------------- | --------- |
| Edvard Westerlund | batte | Walter Massop  | Ai punti  |
| Lajos Keresztes   | batte | Vladimír Vávra | Schienato |
| Ede Sperling      | batte | Tayyar Yalaz   | Schienato |

### Sesto turno
| Atleta          |       | Atleta            | Ris.      |
| --------------- | ----- | ----------------- | --------- |
| Ede Sperling    | batte | Edvard Westerlund | Ai punti  |
| Lajos Keresztes | batte | Tayyar Yalaz      | Schienato |

### Settimo turno
| Atleta            |       | Atleta       | Ris.     |
| ----------------- | ----- | ------------ | -------- |
| Lajos Keresztes   | batte | Ede Sperling | Ai punti |
| Edvard Westerlund | batte | Tayyar Yalaz | Ai punti |

## Classifica finale
| Pos.    | Atleta            | Nazione        |
| ------- | ----------------- | -------------- |
| Oro     | Lajos Keresztes   | Ungheria       |
| Argento | Ede Sperling      | Germania       |
| Bronzo  | Edvard Westerlund | Finlandia      |
| 4       | Tayyar Yalaz      | Turchia        |
| 5       | Vladimír Vávra    | Cecoslovacchia |
| 6       | Walter Massop     | Paesi Bassi    |
| 7       | Ryszard Blazyca   | Polonia        |
| 7       | Frits Janssens    | Belgio         |
| 9       | Einar Borges      | Danimarca      |
| 9       | Harald Pettersson | Svezia         |
| 9       | Karl Pedersen     | Norvegia       |
| 9       | Osvald Käpp       | Estonia        |
| 13      | Adolphe Dumont    | Lussemburgo    |
| 13      | Ernst Mumenthaler | Svizzera       |
| 13      | Piero Postini     | Italia         |
| 13      | Vasilios Pavlidis | Grecia         |
| 13      | Alberto Barbieri  | Argentina      |
| 18      | Paul Parisel      | Francia        |
| 18      | Miroslav Mecner   | Jugoslavia     |